# Strumento musicale

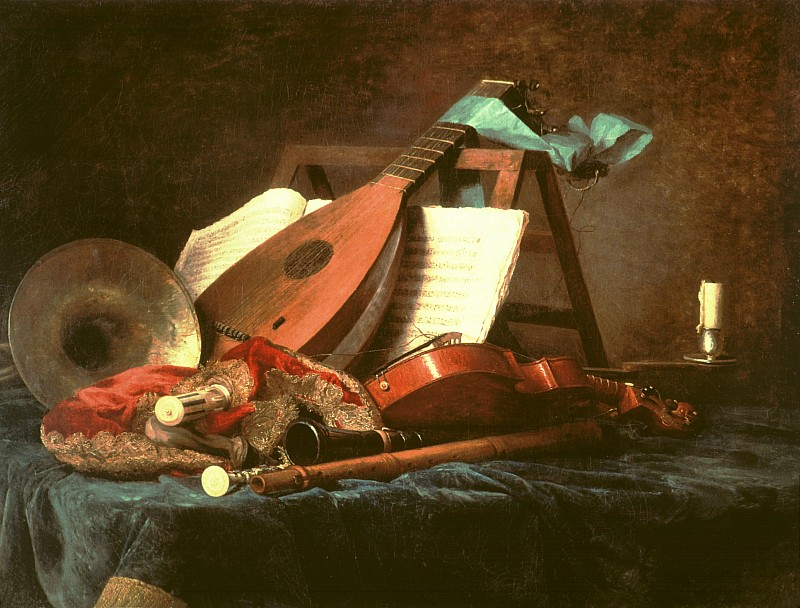
Anne Vallayer-Coster, Attributi della musica, 1770. Questa natura morta raffigura vari strumenti barocchi come il corno naturale, il flauto traverso, la musette, il violino ed il liuto

Uno strumento musicale, nel parlato anche solo strumento, è un oggetto costruito o modificato con lo scopo di produrre suoni organizzati rispondenti a esigenze culturali specifiche per la produzione della musica.

## Storia

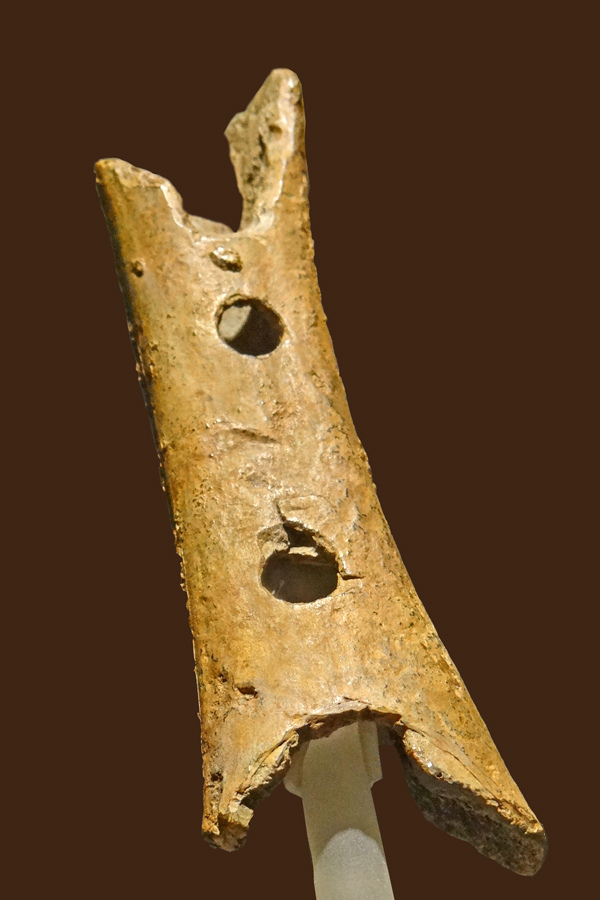
Flauto di Divje Babe, ritenuto lo strumento musicale più antico conosciuto

La storia degli strumenti musicali ha inizio con gli albori della cultura umana, quando venivano usati in riti e cerimonie, e questo uso continua, naturalmente anche oggi, presso molte culture non occidentali. La data e l'origine del primo strumento è oggetto di dibattito fra gli studiosi. In seguito, le diverse culture svilupparono su di essi la composizione e l'esecuzione di melodie per l'intrattenimento, e con l'evoluzione della loro applicazione cambiarono gli stessi strumenti.
Tutti gli strumenti musicali, eccetto quelli elettrofoni, sono stati citati nella letteratura antica, come le iscrizioni Egizie e la Bibbia o probabilmente anche in epoca precedente. Il corpo umano, capace di generare sia la voce che suoni percussivi, potrebbe essere stato il primo strumento musicale, o forse le pietre e i ceppi vuoti. Flauti di circa 9.000 anni fa, sono stati ritrovati nei siti archeologici della Cina. Il flauto di Divje Babe trovato in Slovenia risulta avere circa 41.000 anni.

## Classificazione
Gli strumenti musicali possono esser classificati secondo vari criteri. Fra i più diffusi quello basato sull'uso che ne fa lo strumentista, molto diffuso e ripreso ampiamente nella struttura di un'orchestra, e quello basato sul metodo di produzione del suono, nella versione occidentale noto come sistema Hornbostel-Sachs, con un predecessore storico nell'India fra il 200 avanti e dopo Cristo ("Nātyaśāstra/Bharata Muni").
La classificazione degli strumenti musicali è una disciplina a sé stante, per la quale sono stati ideati vari sistemi negli anni. I criteri più comuni di classificazione sono l'estensione dello strumento, la sua grandezza, il materiale di cui è fatto o il modo in cui il suono è emesso, come nel più noto metodo accademico, la classificazione Hornbostel-Sachs. La scienza che studia gli strumenti musicali è denominata organologia. Può avvenire anche secondo criteri diversi, per esempio differenziando le caratteristiche comuni, o le tecniche di utilizzo, o il campo di applicazione, per origini geografiche

### Ad uso dello strumentista
Si tratta della classificazione orientata alla struttura dell'orchestra sinfonica e si articola quindi in:
- strumenti ad arco
- strumenti a fiato (ottoni e legni)
- strumenti a percussione (idio- e membrano(foni))
- strumenti a tastiera
- strumenti elettronici dj controller, strumenti midi

### Alla modalità di emissione del suono
- Idiofoni o Autofoni
- Membranofoni
- Cordofoni
- Aerofoni
- Elettrofoni